# 邱議瑩
邱 議瑩（きゅう ぎえい、チウ イーイン、1971年〈民国60年〉6月1日 - ）は、中華民国（台湾）の政治家。民主進歩党所属の立法委員。

## 経歴
1996年の国民大会代表選挙に24歳で初当選、歴代最年少の国民大会代表となった。
2001年の第5回立法委員選挙で屏東県選挙区から出馬し、初当選した。2004年の第6回立法委員選挙でも再選を目指して出馬したが、落選した。
2008年の第7回立法委員選挙では全国不分区及び僑居国外国民から当選した。
2012年の第8回立法委員選挙では、高雄市第一選挙区から出馬し、再選された。2016年の第9回立法委員選挙、2020年の第10回立法委員選挙でも50%以上の得票率で再選された。
2024年の第11回立法委員選挙では、国民党と民衆党の統一候補を35000票以上の大差で破り、再選に成功した。

## 立法委員

### 同婚問題
2019年5月17日、民進党が立法院に提出した同性婚法案を採択したことに関して、邱議瑩はインタビューで「この歴史的な法案を支持する。私たちはこの法案のために一生懸命努力してきた」と答えた。

## エピソード
2015年、鄭麗君（1969年生、当時当選1回）、蕭美琴（1971年生、当時当選3回）と議瑩（当選3回）を合わせた40代前半の民進党女性議員トリオは女性3人組アイドルユニットになぞらえて「立法院のS.H.E」と呼ばれていた。

## 選挙記録
| 年度 | 選挙                   | 選挙区                           | 所属政党   | 得票数    | 得票率 | 当選 | 注釈 |
| ---- | ---------------------- | -------------------------------- | ---------- | --------- | ------ | ---- | ---- |
| 1996 | 第3回国民大会代表選挙  | 屏東県第一選挙区                 | 民主進歩党 | 38,620    | 15.91% |      |      |
| 2001 | 第5回立法委員選挙      | 屏東県選挙区                     | 民主進歩党 | 49,752    | 12.14% |      |      |
| 2004 | 第6回立法委員選挙      | 屏東県選挙区                     | 民主進歩党 | 31,651    | 8.04%  |      |      |
| 2005 | 任務型国民大会代表選挙 | 任務型国民大会代表選挙           | 民主進歩党 | 1,647,791 | 42.52% |      |      |
| 2008 | 第7回立法委員選挙      | 全国不分区及び僑居国外国民選挙区 | 民主進歩党 | 3,610,106 | 36.91% |      |      |
| 2012 | 第8回立法委員選挙      | 高雄市第一選挙区                 | 民主進歩党 | 89,913    | 54.32% |      |      |
| 2016 | 第9回立法委員選挙      | 高雄市第一選挙区                 | 民主進歩党 | 87,432    | 59.02% |      |      |
| 2020 | 第10回立法委員選挙     | 高雄市第一選挙区                 | 民主進歩党 | 91,561    | 55.92% |      |      |
| 2024 | 第11回立法委員選挙     | 高雄市第一選挙区                 | 民主進歩党 | 79,567    | 54.67% |      |      |